# Joseph Rokita
Joseph Rokita sen. (* 19. Februar 1811 in Teltsch, Mähren; † 5. Januar 1887 in Imst, Tirol) war ein Bauingenieur im Habsburgerreich, der auch in sächsischen Diensten stand und Pläne für mehrere Kirchen entwarf.

## Leben
Joseph Rokita wurde als drittes Kind von Vojtech (Adalbert) Rokita und seiner ersten Frau Thekla Pell in der südmährischen Stadt Telč geboren. Von 1823 bis 1826 besuchte er die Hauptschule in Prag. Von 1826 bis 1830 studierte er Bauingenieurwesen am neu gegründeten k.k. Polytechnischen Institut Wien.
Am 28. April 1840 heiratete er in Schwaz die aus Salzburg stammende Fanni (Franziska) Gorian. Das Paar bekam sechs Kinder. Der Erstgeborene, Joseph Rokita jun. (1841–1912) war erster Fabrikant der Holzstoff- und Pappenfabrik in Imst.
Joseph Rokita sen. starb am 5. Januar 1887 in Imst und wurde auf dem Friedhof der Stadtpfarrkirche Imst im Familiengrab bestattet.

## Beruflicher Werdegang

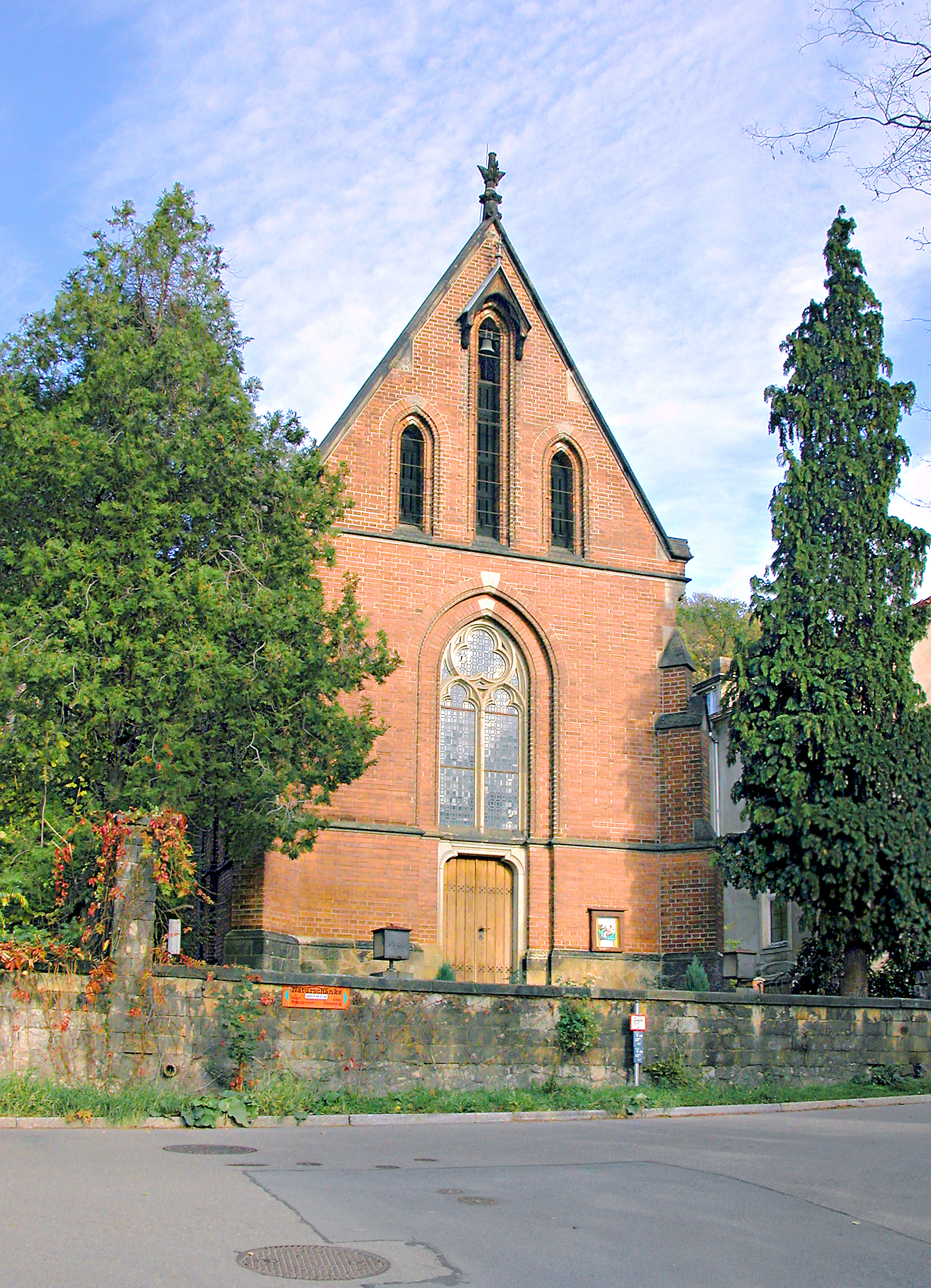
Kapelle Maria am Wege, Dresden

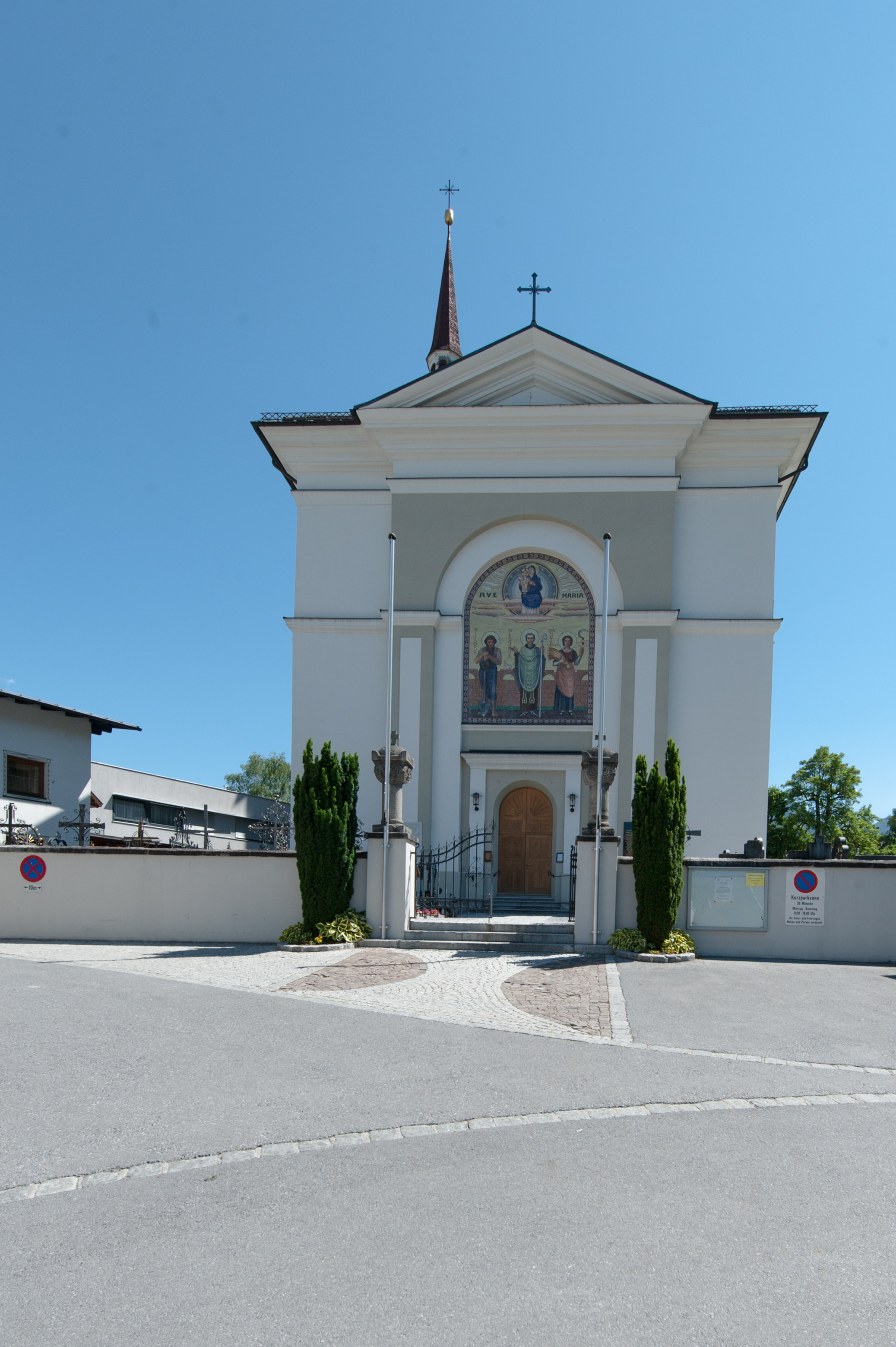
Pfarrkirche hl. Leonard, Roppen

Rokita war von 1830 bis 1835 in der k.k. Landes-Baudirektion in Wien tätig. Ab 1835 bis 1849 arbeitete er im k.k. Straßen-Kommissariat in Schwaz in Tirol, zuständig für Straßen- und Wasserbau. Ab 1850 war er als k.k. Baubezirksingenieur für die Bezirke Imst, Landeck, Reutte und Vinschgau zuständig.
Im Jahr 1854 beauftragte ihn die Witwe des sächsischen Königs, Maria von Bayern, Prinzessin von Bayern und Königin von Sachsen (1805–1877) mit dem Entwurf von Plänen für eine neugotische Kapelle zum Gedächtnis an den sächsischen König, der bei einer Kutschenfahrt von Imst Richtung Pitztal tödlich verunglückt war. Im Zeitraum von 1854 bis 1855 entwarf Rokita die Baupläne und übernahm die Oberaufsicht über den Bau der Königskapelle.
Im Zeitraum 1854 bis 1862 entwarf er Pläne für den Neubau der etwas erhöht am Hang gelegenen Pfarrkirche St. Leonhard in Roppen, welche in spätklassizistischer Bauform errichtet und mit einer für diese Zeit typischen historischen Ausstattung (reiche Schablonenmalereien, neuromanische Altäre mit Nazarener Bildern) versehen wurde.
Am 29. September 1855 wurde Rokita vom Sächsischen Königshaus für seine Verdienste um das sächsische Königshaus mit dem „Kleinkreuz“ des Königlich Sächsischen Albrechts-Orden geehrt.
1859 erfolgte die Neuvermessung der Staatsgrenze zwischen der Schweiz und Österreich in Alt-Finstermünz.
Rokita setzte sich für die schulische Weiterbildung und Unterstützung von talentierten Imster Personen ein, indem 1869 eine Fortbildungsschule in Imst eingerichtet wurde. 1876 entwarf er Pläne für die Holzstoff- und Pappenfabrik in Imst für seinen Sohn Joseph Rokita junior. Drei Generationen (Joseph Rokita jun., Friedrich Rokita sen. und Friedrich Rokita jun.) waren als Fabrikanten in dieser Fabrik tätig.
1876 entwarf er Pläne für den Bau der im neugotischen Stil errichteten ehemals wettinischen Privatkapelle Mariä Himmelfahrt („Maria am Wege“) in Dresden-Hosterwitz für das sächsische Königshaus, welche im Zeitraum von 1877 bis 1878 erbaut wurde.